# Rina Messinger
Rina Messinger (רינה מור) (ur. 1 lutego 1956 w Kirjat Tiwon) – izraelska modelka, pierwsza Miss Universe pochodząca z Izraela, prawniczka specjalistka z zakresu prawa rodzinnego.

Koronę zdobyła 11 lipca 1976. Ma dwie córki.